# Dreketi
Il fiume Dreketi scorre nell'isola di Vanua Levu, la seconda isola più grande dell'arcipelago delle Figi. Il fiume percorre 65 km, 35 km dei quali sono navigabili da piccole imbarcazioni dalla sua foce e fornisce l'accesso a diversi terreni fertili.